# Огнєвська селищна адміністрація
О́гнєвська селищна адміністрація (каз. Огневка кенттік әкімдігі, рос. Огневская поселковая администрация) — адміністративна одиниця у складі Уланського району Східноказахстанської області Казахстану. Адміністративний центр — селище Огнєвка.
Населення — 511 осіб (2021; 551 у 2009, 1232 у 1999, 2798 у 1989).
Станом на 1989 рік існувала Огнєвська селищна рада (смт Огневка, село Смолянка).

## Склад
До складу округу входять такі населені пункти:
| Населений пункт | Старі назви | Населення, осіб (1989) | Населення, осіб (1999) | Населення, осіб (2009) | Населення, осіб (2021) |
| --------------- | ----------- | ---------------------- | ---------------------- | ---------------------- | ---------------------- |
| Огнєвка, селище | -           | 2733                   | 1152                   | 498                    | 447                    |
| Смолянка, село  | -           | 65                     | 80                     | 53                     | 64                     |